# Seligerovo sdružení
Seligerovo sdružení (německy Seliger-Gemeinde) je „sdružení sudetoněmeckých sociálních demokratů“, založené 4. června 1951 v Mnichově. Bylo pojmenováno po 1. předsedovi Německé sociálně demokratické dělnické strany (DSAP) v Československu, Josefu Seligerovi. Společně se současnými vysídlenci impatriovanými do Německa s těmi sudetoněmeckými sociálními demokraty, kteří zůstali v exilových zemích zaštiťuje Seliger-Gemeinde politické a duchovní dědictví někdejší DSAP.
K jejím předsedajícím resp. vedoucím členům patřili například členové SPD Richard Reitzner, Ernst Paul, Wenzel Jaksch, Volkmar Gabert nebo Peter Glotz.
20. října 2007 byli v Brannenburgu za předsedající opětovně zvoleni Dr. Helmut Eikam a Albrecht Schläger.

## Strana DSAP a její předsedové
Po 1. světové válce, rozbití Rakouského císařství a vznik československého státu, se ustanovila v září 1919 německé nekomunistické dělnické hnutí v Československu v Teplicích jako Německou sociálně demokratickou dělnickou stranu (DSAP) v ČSR.
Předchůdcem strany bylo roku 1863 v Aši založené dělnické sdružení, jako sekce Všeobecného svazu německých dělníků, první sociálně demokratické organizace v Rakouském císařství. Za 1. Československé republiky byl DSAP největší demokratickou německou stranou, jež se snažila hájit národní a sociální záležitosti německého obyvatelstva. Za předsednictví Ludwiga Czecha nastoupila v letech 1920 až 1938 kurs konstruktivní, nikoli však nekritické spolupráce a v letech 1929 až 1938 byla členem několika pražských koaličních vlád.
Předsedy strany byli Josef Seliger od založení v roce 1919 až do své předčasné smrti v roce 1920, poté dr. Ludwig Czech a konečně Wenzel Jaksch, jenž byl zvolen v roce 1938, ale již roku 1939 byl nucen emigrovat.
Po záboru Sudet Německou říší v roce 1938 byla DSAP rozpuštěna, přes 10 000 z celkového počtu 80 000 členů bylo nacisty zatčeno, jiným se podařilo uprchnout a emigrovat, zejména do Skandinávie, Británie nebo do Kanady, kde vytvořili spolek sudetoněmeckých sociálních demokratů. Po vysídlení Němců z Československa v letech 1945/46 se sudetoněmečtí sociální demokraté rozhodujícím způsobem podíleli na obnově SPD v Hesensku, Bavorsku a Bádensku-Württembersku.